# Марінетт Дюпен-Чен
Марінетт Дюпен-Чен — вигаданий персонаж і головна героїня анімаційного мультсеріалу «Леді Баг і Супер-Кіт», режисера та сценариста Томаса Астрюка. Студентка-підліток китайського, французького та італійського походження, вона прагне стати відомим модельєром і живе зі своїми батьками Томом Дюпеном і Сабін Чен, які володіють пекарнею. Після того, як вона зустріла Майстра Фу, хранителя скриньки з талісманами, Марінетт була обрана як майбутня супергероїня. У результаті вона отримує сережки, талісман створення, які при носінні дають Марінетт можливість перетворюватися в супергероїню Леді Баг. Головна мета Леді Баг і її напарника Супер-Кота — захистити Париж від лиходія Бражника (фр. Papillon). Марінетт не знає, що справжня особистість Супер-Кота — Адріан Аґрест, однокласник, до якого вона має почуття. Як володарка талісману, Марінетт допомагає маленька червона істота, схожа на сонечко на ім'я Тіккі, яка насправді є квомі.

## Озвучування
| Персонаж           | Оригінал      | Англійський дубляж  | Український дубляж студії «1+1»                                        |
| ------------------ | ------------- | ------------------- | ---------------------------------------------------------------------- |
| Марінетт Дюпен-Чен | Аноук Гатбойс | Крістіна Валенсуела | Юлія Перенчук (1-3 та 5 сезон) Анастасія Жарнікова-Зіновенко (4 сезон) |

## Зовнішність
Повсякденний одяг Марінетт складається з білої футболки з малюнком на якому зображені квіти, рожевих штанів з кишенями, сірого піджака з підкоченими рукавами та балеток кольору екрю. Зачіска Марінетт, як у звичайному житті, так і в образі супергероїні, однакова: два хвостики з червоними гумками.
Після трансформації в Леді Баг її образ складається з костюма з чорними цяточками (який покриває усе тіло, окрім голови) на її двох хвостиках на голові з'являються дві червоні стрічки. А на обличчі розташовується маска.

## Критика
Персонаж Марінетт отримала загалом позитивну реакцію критиків, її характеризують як приклад для наслідування для маленьких глядачів і як чудову головну героїню.